# Hans Jacob Cavallin
Hans Jacob Cavallin, född 1774, död 4 december 1841, var en svensk apotekare.
Cavallin var son till en kyrkoherde i Skåne och efter studier i Lund blev han apotekselev på apoteket Vasen, Linköping, vilket innehades av hans farbror. Han fortsatte elevtiden i Norrköping och kom till Göteborg år 1802. Han köpte ett apotek i Norrköping samma år, men sålde det år 1808 och kom tillbaka till Göteborg. År 1809 tog han över Apoteket Kronan på Korsgatan 3 i Göteborg. Under fälttåget år 1813 var han överfältapotekare och utnämndes därefter till assessor.
Cavallin köpte egendomen Örgryte Stom, som fick namnet Jacobsdal efter honom, och bodde där från 1820. Han lät anlägga ett kemiskt-tekniskt laboratorium och ett mindre bränneri på egendomen. År 1834 anlade han Sveriges första Carlsbaderinrättning (brunnshus) i Brunnsparken, vilken han arrenderade.
Cavallin förblev ogift och avled 1841 på Jacobsdal. Han ligger begravd på Örgryte gamla kyrkogård.